# TVR
TVR — независимая британская автомобилестроительная компания, до 2006 года базировавшаяся в городе Блэкпул, Ланкашир. Компания производит легкие спортивные автомобили.
Основана в 1946 году английским инженером Тревором Уилкинсоном (Trevor Wilkinson).

## История компании
Историю компании можно разделить на эпохи, основанные на собственности:
1. 1947—1965, основатель Тревор Уилкинсон, который покинул её в 1962 году
2. 1965—1981, Мартин Лилли
3. 1981—2004, Питер Уилер
4. 2004—2013, Николай Смоленский
5. с 2013 года — Лес Эдгар

### Период Тревора Уилкинсона

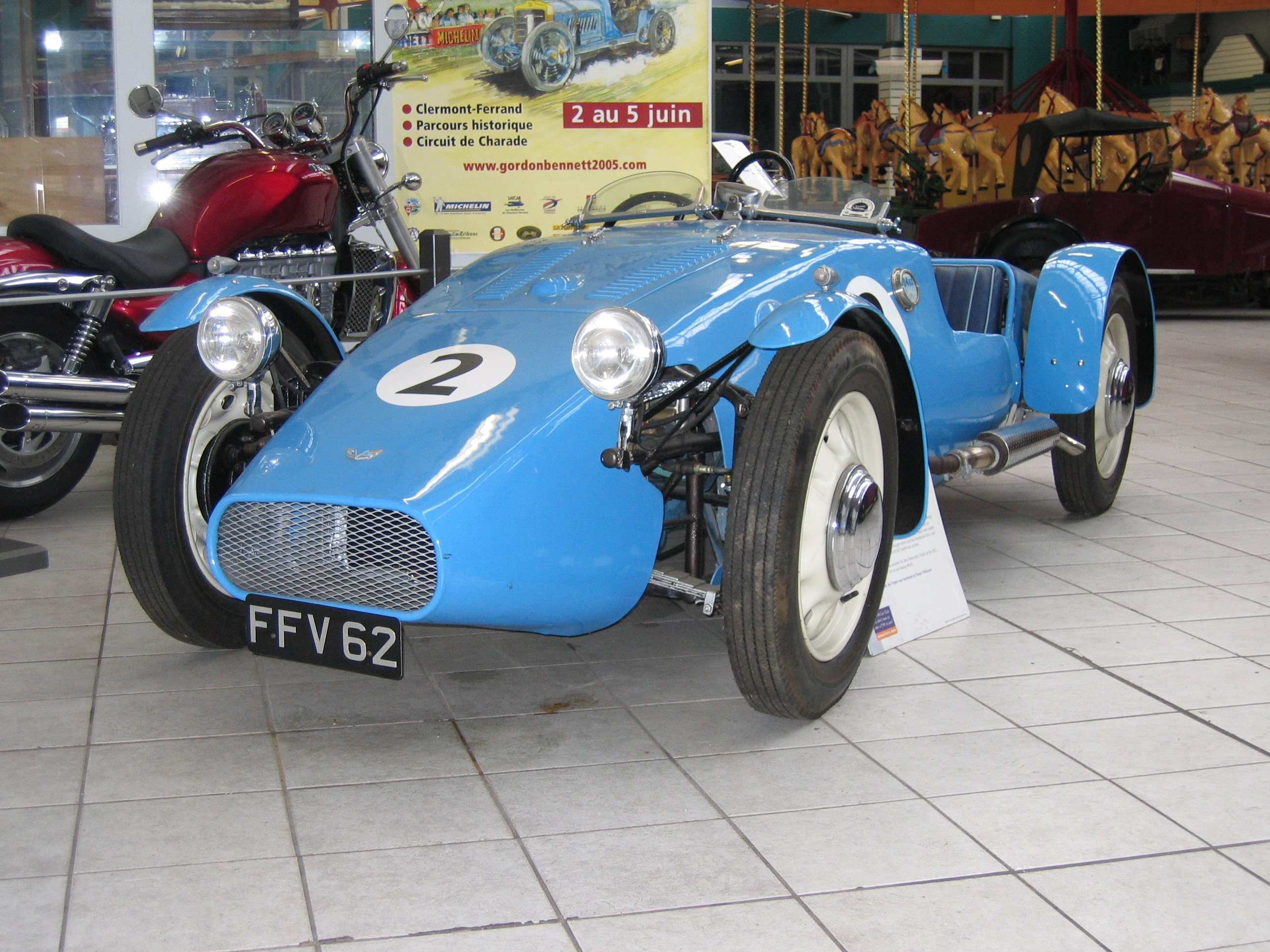
TVR No.2

Тревор Уилкинсон (14 мая 1923 — 6 июня 2008 года) родился в Блэкпуле и оставил школу в 14 лет, чтобы начать инженерные обучения в местном гараже. В 1946 году он купил бизнес в Блэкпуле, переименовав его в Trevcar Motors в 1947 году, с целью продажи и ремонта автомобилей и производства легковых автомобилей. В 1947 была представлена первая модель компании. Это была машина из легкого сплава на основе шасси Alvis Firebird.
В 1949 году, компания была переименована в TVR Engineering. Название компании происходит от имени создателя — TreVoR — TVR.
К 1956 году TVR уже продавались в США, а в 1958 году началось производство модели Grantura. К середине 60-х годов было изготовлено около 100 автомобилей Grantura. В Ле-Мане 1962 года приняла участие компания TVR Engineering, представившая гоночные болиды Grantura. В 1963 году появляется модель Griffith, названная в честь Джека Гриффита — американского автомобильного дилера.
В 1965 году компания переживала трудные времена, причем финансовые проблемы чуть не привели к банкротству фирмы. Сменилось руководство TVR : Артур Лилли стал основным акционером TVR, а его сын Мартин — дилером. После смены руководства в компании начался рост сбыта. Модели Grantura и Griffith были сняты с производства, в то время как на конвейер вышли Vixen и Tuscan V8.

### 1960—1970-е

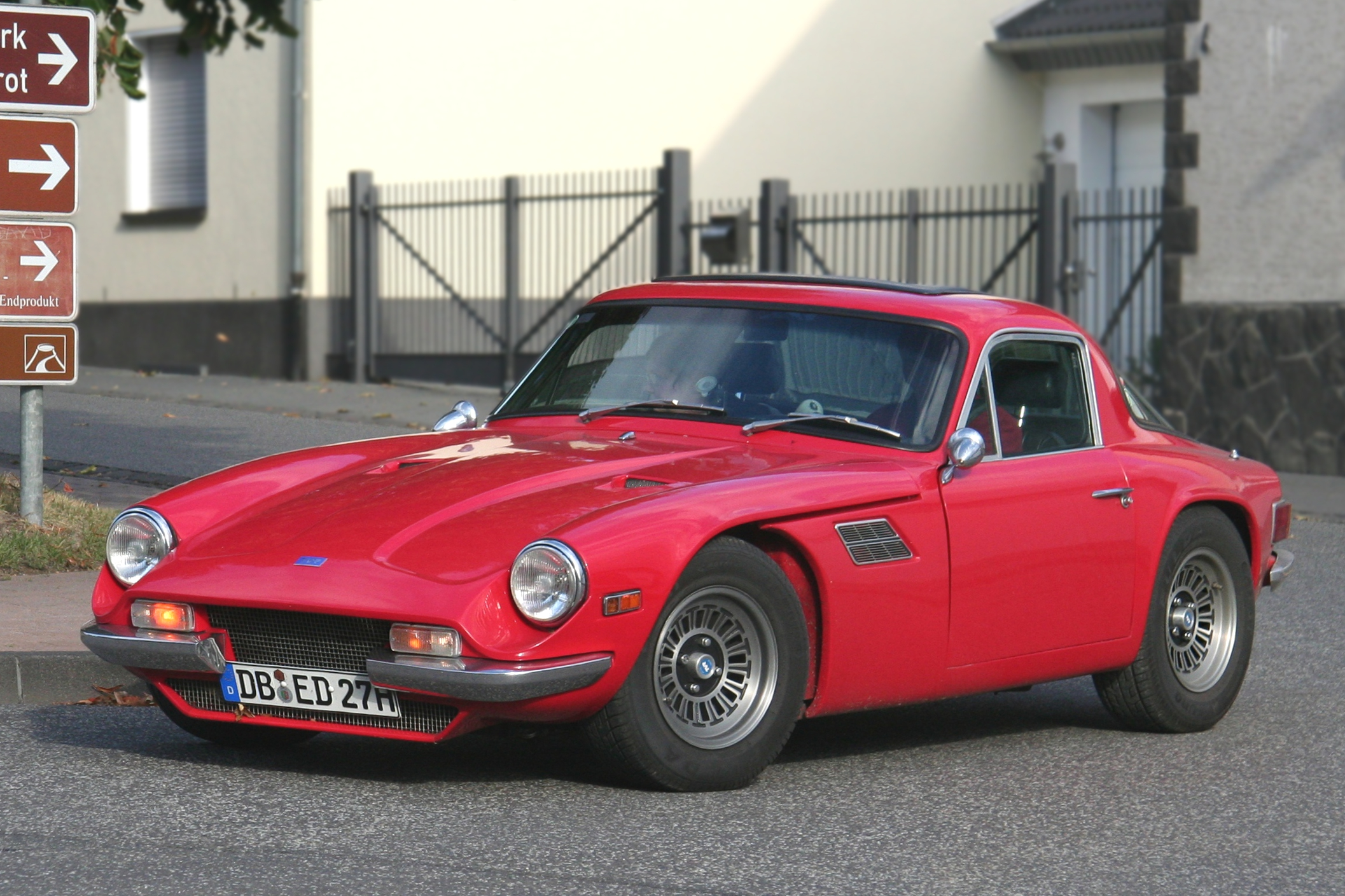
TVR 3000M

В 1965 году новыми владельцами компании стали Артур Лилли (один из владельцев акций) и его сын Мартин Лилли. В 1970 году компания организовала производство в городе Бристоль. После смены руководства компании начался рост производства и сбыта автомобилей производства TVR. На смену Grantura пришел Vixen, а на смену Griffith — Tuscan V8. Модель Vixen по своей сути была модернизированной Grantura, с поперечно расположенным двигателем от Ford Cortina GT объёмом 1599 см³.
В 1972 году была анонсирована серия «M», ставшей визитной карточкой TVR в 70-е годы. Уже в 1973 году объём производства вырос до 10 автомобилей в неделю. Автомобили серии «M» выпускались в модификациях купе, хетчбэк (Taimar), кабриолет (3000S).
В 1979 году модель 1600M выиграла серию AV-BRSCC Prodsports, а модель 3000M выиграла все гонки BRDC Prodsports, в результате став чемпионом серии в 1980 году.
В 1980 году была разработана модель Tasmin, названная так по имени подруги Мартина Лилли, с новым шасси, кузовом и немецким двигателем Ford Cologne V6 объёмом 2792 см³ и мощностью 160 л. с. Стиль кузова машины был разработан Оливером Уинтерботтомом (Oliver Winterbottom), который создал также Lotus Elite и Lotus Eclat. Были представлены варианты купе, кабриолет и купе посадочной формулы «2+2». Модели Tasmin с двигателями V6 и V8 также успешно участвовали в гонках. Однако спрос на эту модель оказался ниже ожидаемого, и назревал новый спад в TVR.

### Эра Питера Уилера

TVR Griffith

С 1982 года TVR перешла к новому хозяину — Питеру Уилеру (Peter Wheeler), бывшему инженеру-химику. Год спустя публике была представлена новая модель TVR 350i с двигателем Rover V8, развивавшим мощность 190 л. с. Аналогичная модель с двигателем 2,8 л получила наименование TVR 280i.
При нём компания отказалась от турбированных двигателей малого объёма сторонних производителей и начала производство своих.
Однако подлинный триумф TVR получил с возрождением модели Griffith. В 1990 году в Бирмингеме впервые был представлен заднеприводный автомобиль с двигателем Rover — TVR Griffith 500, развивавшим максимальную скорость 269 км/ч. Первые машины были проданы заказчикам в начале 1992 года и завоевали большую популярность. В 1993 году появляется версия Griffith 500.
Затем были выпущены модели Chimaera и Cerbera, которые ещё более упрочили статус TVR как самого популярного британского независимого производителя автомобилей.
Модель TVR Tuscan стала следующим звеном в развитии компании. Имея мощность 450 л. с. при весе всего 800 кг, эта модель доминировала в гонках вплоть до 1996 года и завоевала признание по всему миру.
В 90-х годах был создан Project 12/7 для участия в самых престижных гонках серии FIA Global GT Challenge.
На британском автосалоне 2002 года в Бирмингеме, английская компания TVR представила новую модель своего спорткара T350C, имеющий впечатляющие характеристики для данного класса спорткаров: 3,6-литровый двигатель этой машины развивает 350 л. с. при полной массе чуть более 1000 кг. За 4,4 секунды TVR T350С разгоняется до 100 км/ч, а его максимальная скорость равна 290 км/ч.

### Период владения Николаем Смоленским
В 2003 году убытки компании составили 1 млн 488 тыс. евро (997.000 фунтов), в 2004 — 16 млн 418 тыс. (11 млн фунтов). Годовой оборот снизился на 22 % до 24 млн 900 тыс. (16,7 млн фунтов).
В 2004 году куплена Николаем Смоленским, сыном известного олигарха Александра Смоленского. В апреле 2006 года, отвечая на падение спроса, производство сократилось с 12 машин в неделю по 3 или 4, в TVR уволены некоторые из её 300 сотрудников.
Весной 2007 года Смоленский продал завод TVR предпринимателям из США — Адаму Бурдетту и Жану-Мишелю Сантакрё, которые намерены экспортировать TVR в США. Однако, в течение месяца, Николай Смоленский вновь выкупил контрольный пакет акций фирмы и позже подтвердил намерение со временем перенести сборочное производство в Италию, но производство моторов оставить в Великобритании (их по заказу TVR собирает известная компания Ricardo).
Модельный ряд в 2007 году состоял из двух моделей: TVR Sagaris и TVR Tuscan S (в модификациях родстер и купе). В России модели этой марки официально продавались компанией «Спортмобиль».

### Текущее положение
6 июня 2013 года стало известно, что Николай Смоленский продал TVR британской компании TVR Automotive Ltd, возглавляемой Лесом Эдгаром. В январе 2018 года было объявлено, что правительство Уэльса ранее приобрело миноритарную долю в 3 % в TVR в начале 2016 года, после проведения независимой и специализированной юридической экспертизы на сумму 500 000 фунтов стерлингов. В результате этой покупки акций, удалось обеспечить выплату 2 миллионов фунтов стерлингов. По словам правительства Уэльса, «В TVR были вложены миллионы фунтов стерлингов, и правительство Уэльса должно позаботиться о том, чтобы этот захватывающий проект не превратился в очередное разочарование для народа»
5 апреля 2018 года, впервые за более чем 10 лет, вернувшись в автоспорт, TVR объявила о своей роли автомобильного партнера REBELLION Racing, выступающей в категории LMP1 Чемпионата мира по выносливости FIA (WEC) 2018—2019.

## Модельный ряд

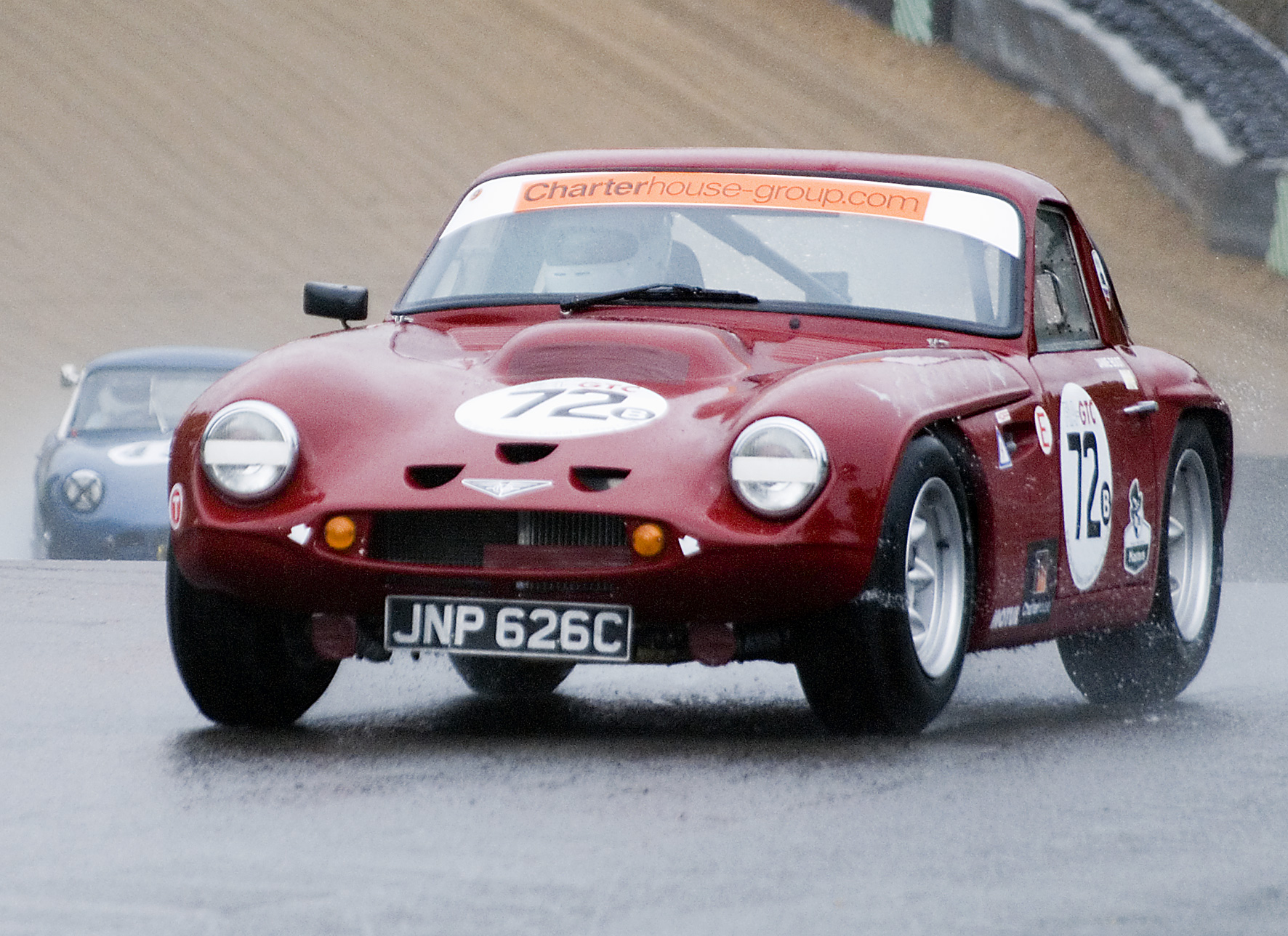
TVR Griffith 200 at Brands Hatch

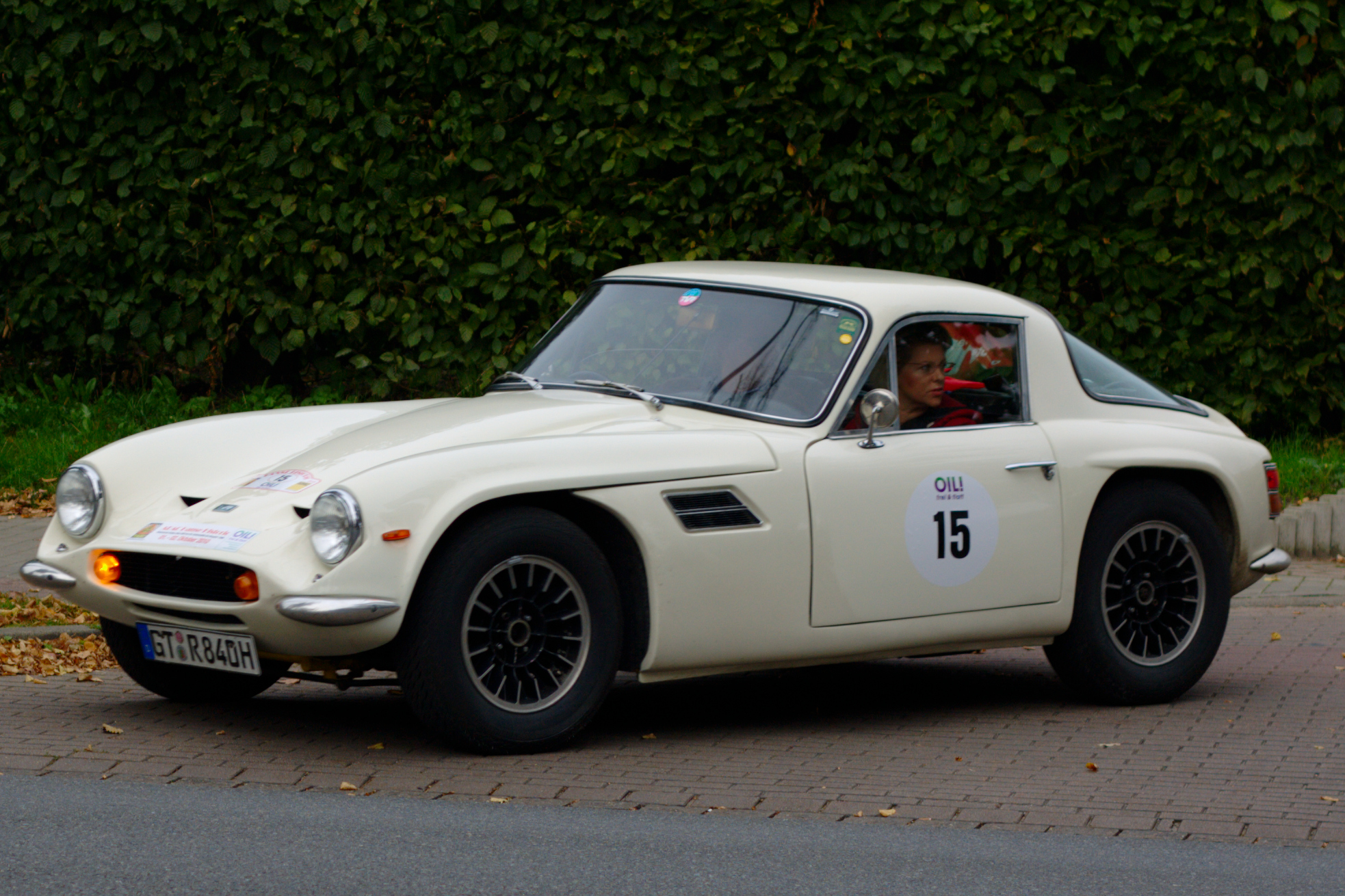
TVR Tuscan V6 (1967)

TVR Taimar

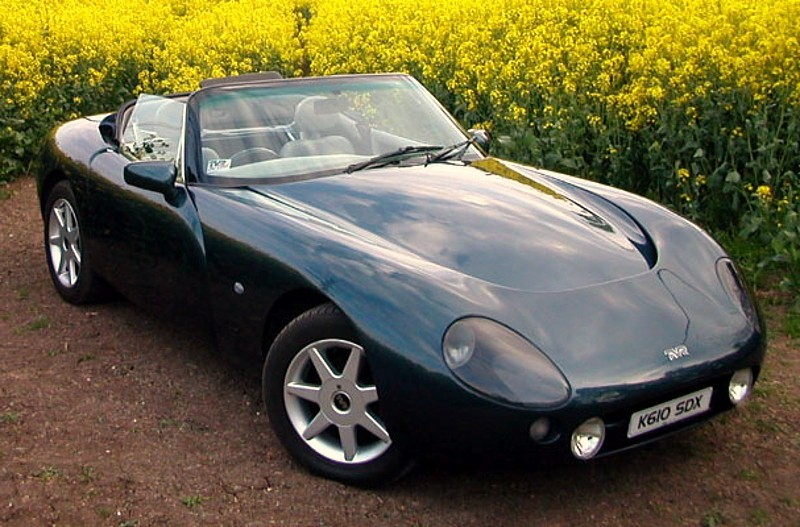
TVR Griffith

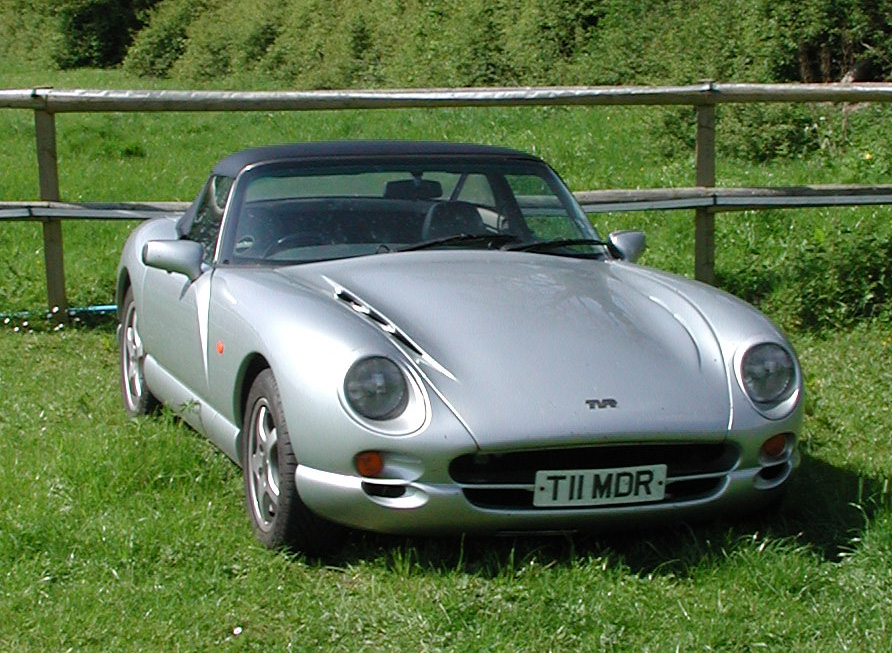
TVR Chimaera

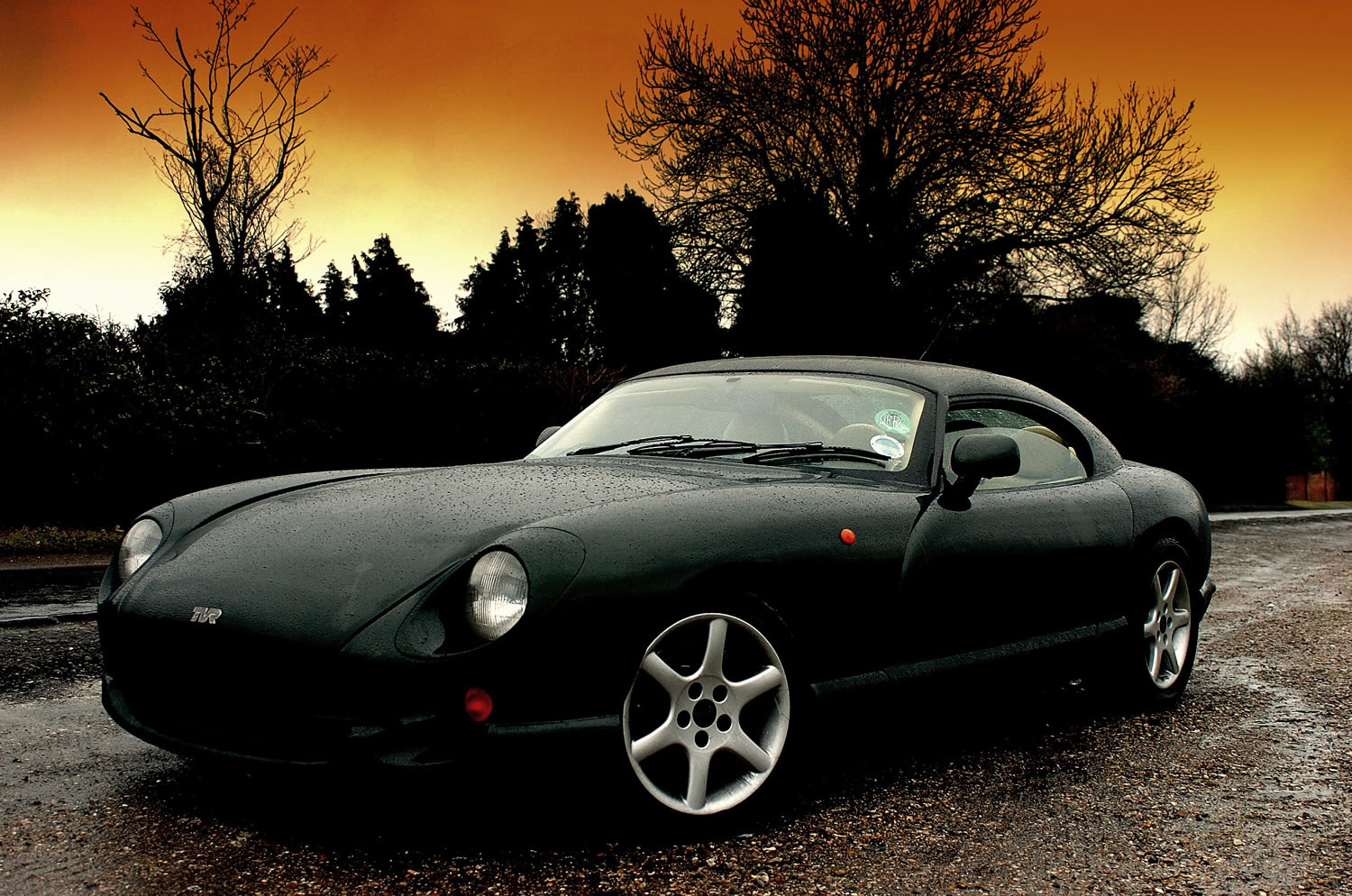
TVR Cerbera

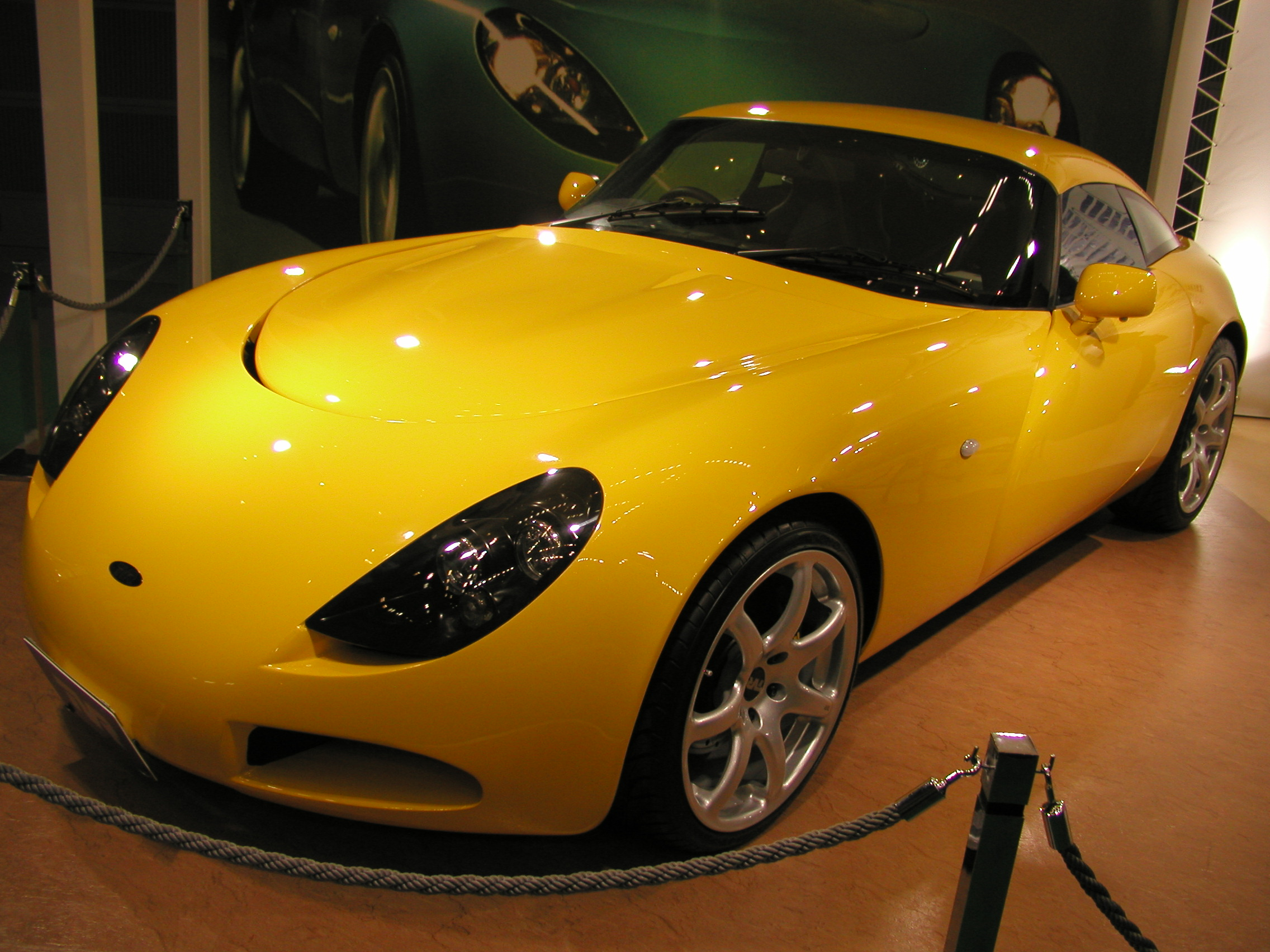
TVR T350C

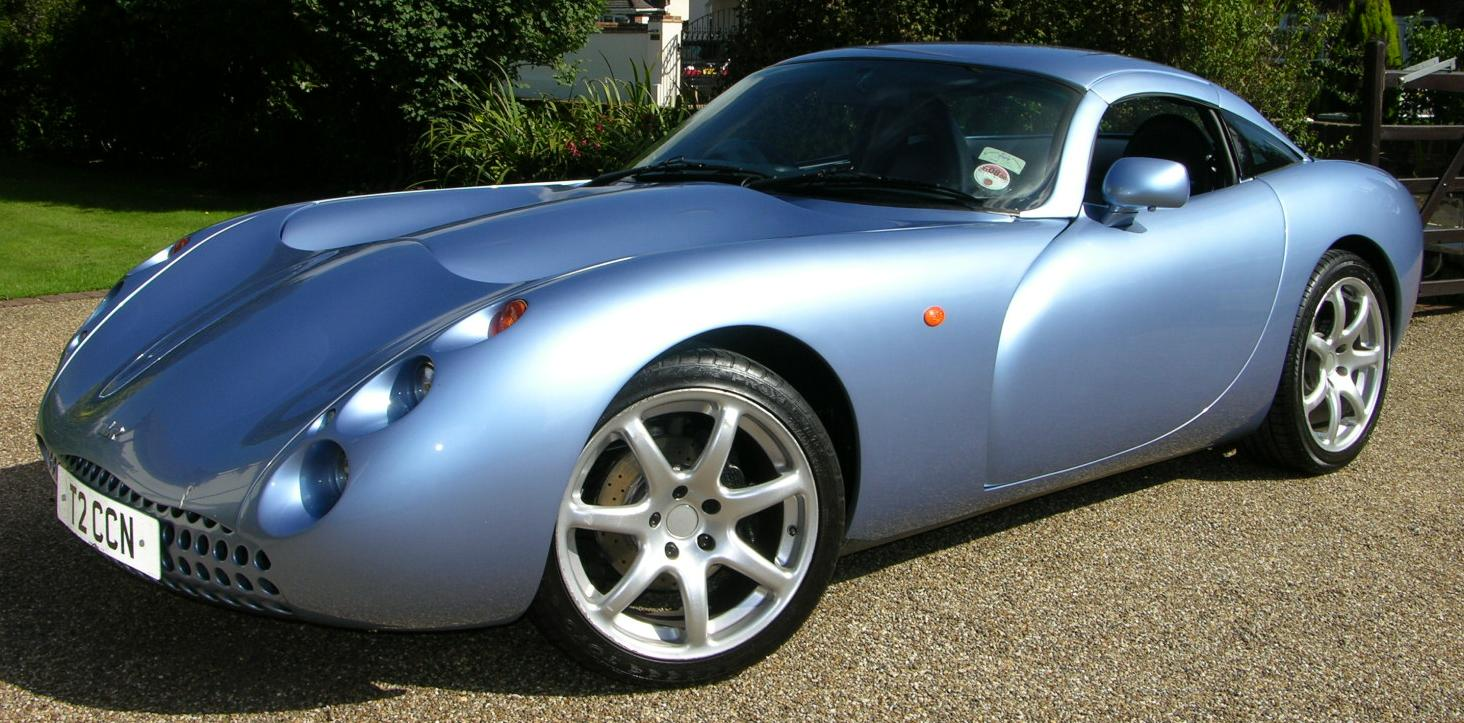
TVR Tuscan

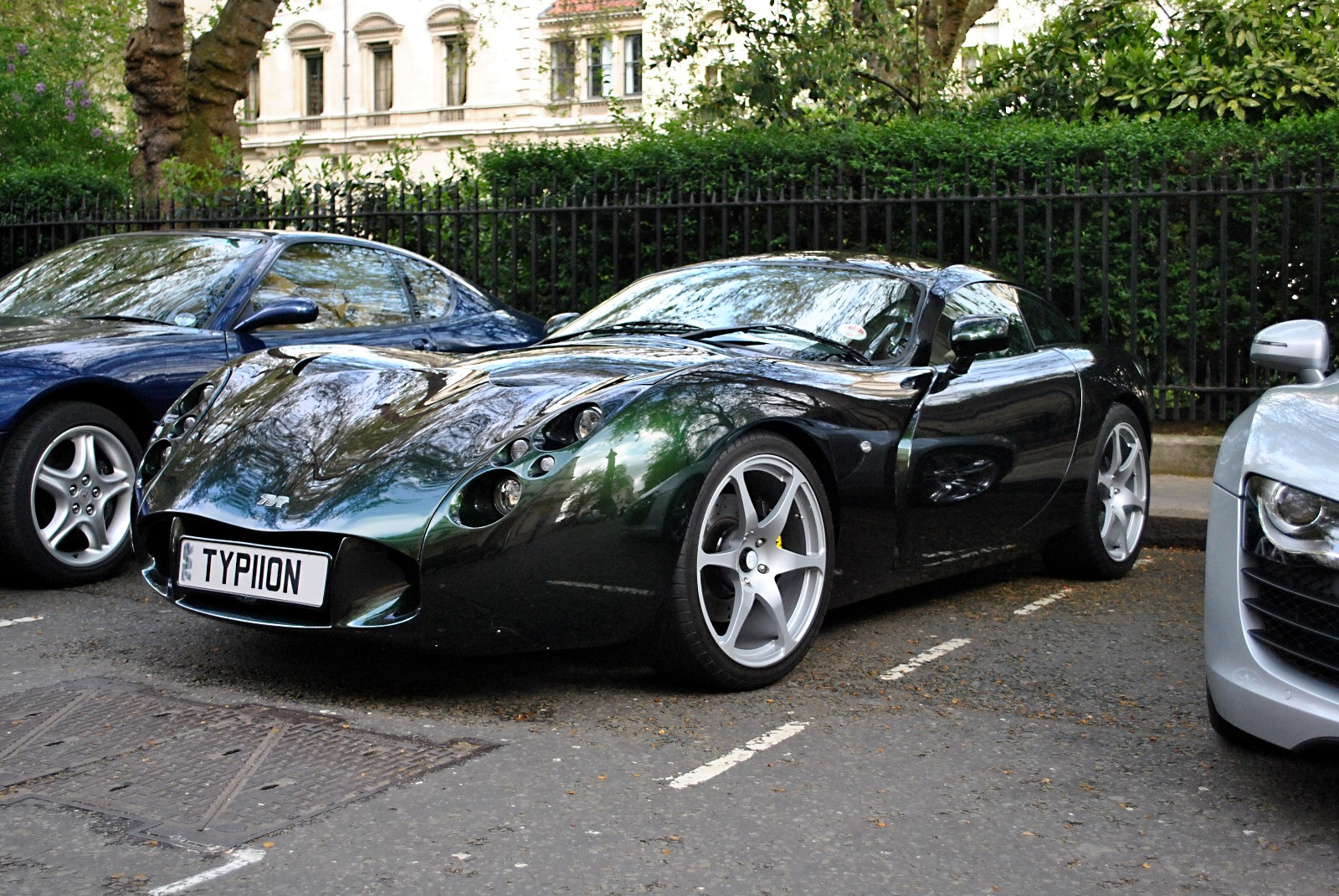
TVR T400 Typhoon

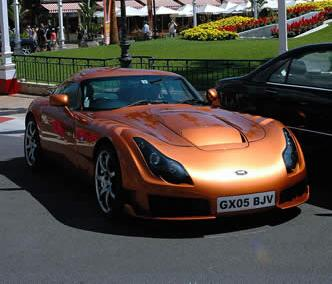
TVR Sagaris in Monte Carlo cropped

| Модель                        | Годы выпуска           | Двигатель | Объем двигателя                         |
| ----------------------------- | ---------------------- | --- | --------------------------------------- |
| В период Тревора Уилкинсона   |                        | |                                         |
| TVR Jomar1                    | 1957—1959              | Ford Kent | 1098 см³ 1172 см³                       |
| TVR Grantura I                | 1958—1960              | Coventry Climax FWA Coventry Climax\|Coventry Climax FWE Ford Sidevalve engine\|Ford 100E Sidevalve BMC B-Series engine\|BMC B-Series | 1098 см³ 1216 см³ 1172 см³ 1489 см³     |
| TVR Grantura II               | 1960—1961              | Coventry Climax FWE Ford Kent engine\|Ford Kent 105E BMC B-Series engine\|BMC B-Series                                                | 1216 см³ 997 см³ 1489 см³ 1588 см³      |
| TVR Grantura IIa              | 1961—1962              | Coventry Climax FWE Ford Kent engine\|Ford Kent 105E Ford Kent engine\|Ford Kent 109E BMC B-Series engine\|BMC B-Series               | 1216 см³ 997 см³ 1340 см³ 1588 см³ 1622 |
| TVR Grantura III              | 1962—1963              | BMC B-Series | 1622 см³                                |
| TVR Grantura III 1800         | 1963—1965              | BMC B-Series | 1798 см³                                |
| TVR Grantura 1800S            | 1964—1966              | BMC B-Series | 1798 см³                                |
| TVR Trident                   | 1964—1966              | Ford Windsor V8 | 4727 см³                                |
| TVR Griffith 2001             | 1963—1964              | Ford Windsor V8 | 4727 см³                                |
| TVR Griffith 4001             | 1964—1967              | Ford Windsor V8 | 4727 см³                                |
| Эра Мартина Лилли             |                        | |                                         |
| TVR Grantura IV 1800S         | 1966—1967              | BMC B-Series | 1798 см³                                |
| TVR Tuscan V8                 | 1967—1970              | Ford Windsor V8 | 4727 см³                                |
| TVR Tuscan V6                 | 1969—1971              | Ford Essex V6 | 2994 см³                                |
| TVR Vixen S1                  | 1967—1968              | Ford Kent BMC B-Series engine\|BMC B-Series                                                                                           | 1599 cc 1798 см³                        |
| TVR Vixen S2                  | 1968—1969              | Ford Kent | 1599 см³                                |
| TVR Vixen S3                  | 1970-1972              | Ford Kent | 1599 см³                                |
| TVR Vixen 1300                | 1971—1972              | Triumph I4 | 1296 см³                                |
| TVR Vixen 2500                | 1971—1972              | Triumph I6 | 2498 см³                                |
| TVR Vixen S4                  | 1972                   | Ford Kent | 1599 см³                                |
| TVR 1600M                     | 1972—1973 1975—1977    | Ford Kent I4 | 1599 см³                                |
| TVR 2500M                     | 1972—1977              | Triumph I6 | 2498 см³                                |
| TVR 3000M                     | 1971—1979              | Ford Essex V6 | 2994 см³                                |
| TVR 3000M Turbo               | 1975—1979              | Ford Essex V6 | 2994 см³                                |
| TVR Taimar                    | 1976—1979              | Ford Essex V6 | 2994 см³                                |
| TVR Taimar Turbo              | 1976—1979              | Ford Essex V6 | 2994 см³                                |
| TVR 3000S                     | 1978—1979              | Ford Essex V6 | 2994 см³                                |
| TVR 3000S Turbo               | 1978—1979              | Ford Essex V6 | 2994 см³                                |
| TVR Tasmin 200                | 1981—1984              | Ford Pinto I4 | 1993 см³                                |
| TVR Tasmin 280i               | 1980—1984              | Ford Cologne V6 | 2792 см³                                |
| Эра Питера Уилера             |                        | |                                         |
| TVR 280i                      | 1984—1987              | Ford Cologne V6 | 2792 см³                                |
| TVR 350i                      | 1983—1989              | TVR/Rover V8 | 3528 см³                                |
| TVR 350SX                     | 1985—1989              | TVR/Rover V8 + Sprintex Supercharger                                                                                                  | 3528 см³                                |
| TVR 400SX                     | 1989                   | TVR/Rover V8 + Sprintex Supercharger                                                                                                  | 3948 см³                                |
| TVR 350SE                     | 1990-1991              | TVR/Rover V8 | 3947 см³                                |
| TVR 390SE                     | 1984—1988              | TVR/Rover V8 | 3905 см³                                |
| TVR 400SE                     | 1988—1991              | TVR/Rover V8 | 3948 см³                                |
| TVR 420SE                     | 1986—1987              | TVR/Rover V8 | 4228 см³                                |
| TVR 450SE                     | 1989—1990              | TVR/Rover V8 | 4441 см³                                |
| TVR 420SEAC                   | 1986—1988              | TVR/Rover V8 | 4228 см³                                |
| TVR 450SEAC                   | 1988—1989              | TVR/Rover V8 | 4441 см³                                |
| TVR S                         | 1986—1988              | Ford Cologne V6 | 2792 см³                                |
| TVR S2                        | 1989—1990              | Ford Cologne V6 | 2933 см³                                |
| TVR S3(C)                     | 1991—1992              | Ford Cologne V6 | 2933 см³                                |
| TVR S4C                       | 1993—1993              | Ford Cologne V6 | 2933 см³                                |
| TVR V8S                       | 1991—1993              | TVR/Rover V8 | 3948 см³                                |
| TVR Griffith                  | 1992—2002              | TVR/Rover V8 | 3948 см³ 4280 см³ 4988 см³              |
| TVR Chimaera                  | 1992—2001              | TVR/Rover V8 | 3948 см³ 4280 см³ 4495 см³ 4988 см³     |
| TVR Cerbera                   | 1996—2003              | AJP8 / Speed Eight | 4185 см³ 4475 см³                       |
| TVR Cerbera                   | 1996-2003              | Speed Six | 3996 см³                                |
| TVR Tamora                    | 2002—2006              | Speed Six | 3605 см³                                |
| TVR T350 (Targa & Coupe)      | 2003—2006              | Speed Six | 3605 см³                                |
| TVR Tuscan                    | 1999—2006              | Speed Six | 3605 cc 3996 см³                        |
| TVR Sagaris                   | 2004—2006              | Speed Six | 3996 см³                                |
| TVR Typhon                    | 2004                   | Speed Six | 3996 см³                                |
| В период Николая Смоленского  |                        | |                                         |
| TVR Sagaris                   | 2004—2006              | Speed Six | 3996 см³                                |
| Прототипы/Гоночные автомобили |                        | |                                         |
| TVR Cerbera Speed 122/3       | 1997                   | Speed Twelve | 7730 см³                                |
| TVR Tuscan Speed 122/3        |                        | TVR Speed Twelve | 7730 см³                                |
| TVR Tuscan Challenge³         | 1989—(around 100 made) | Rover V8/TVR Speed Eight engine\|Speed Eight                                                                                          | 4500 см³                                |
| TVR T400R/Typhon GT³          | ?                      | |                                         |

1 — Технически не модели TVR, но использующие шасси/кузов TVR.
2 — Не пошли в производство.
3 — Построены исключительно для гонок.